# Freddy Loix

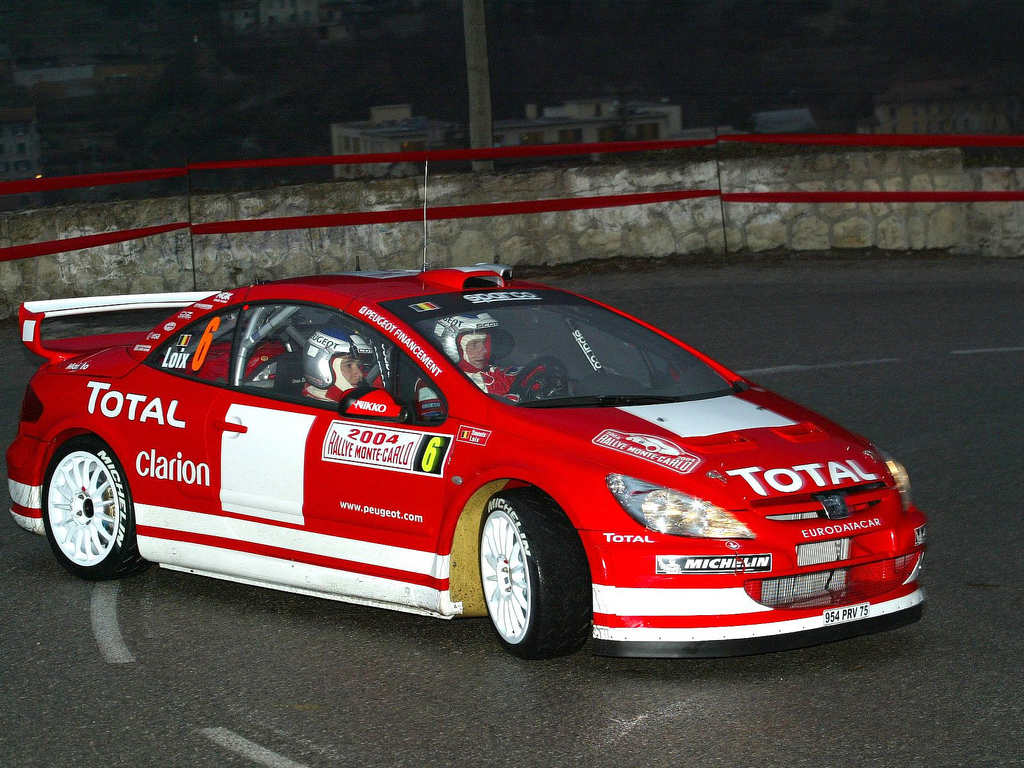
Freddy Loix

Freddy Loix (Tongeren, Bèlgica, 10 de novembre de 1970) és un pilot belga de ral·lis que va participar en el Campionat Mundial de Ral·lis de la FIA, al Campionat d'Europa de Ral·lis i al Intercontinental Rally Challenge.
La seva carrera automobilística comença quan tenia 15 anys, quan va començar a practicar kàrting. El 1990 va comprar el seu primer cotxe de ral·lis, un Lancia Delta Grup N, passant després a un Mitsubishi Galant Grup N.
Va participar al Campionat Mundial de Ral·lis amb l'equip oficial Toyota des de 1996 fins al 1998, aconseguint alguns podis amb un calendari parcial del campionat. La temporada 1999 s'incorpora a l'equip oficial Mitsubishi per disputar les temporades en la seva totalitat. El seu primer any a la marca japonesa va ser difícil a causa d'un important accident durant el ral·li Safari. Després d'aquest ensurt, però, va aconseguir alguns quarts llocs a Catalunya, Acròpolis, San Remo i Austràlia.
El 2002 Loix va firmar per Hyundai. Va ser un any difícil amb el Hyundai Accent WRC i la seva millor posició va ser una sisena al ral·li d'Austràlia. El 2003 la marca coreana es va retirar a mig campionat i Loix va participar en l'última prova del campionat de 2003, el ral·li de Gal·les, amb un Peugeot 206 oficial, quedant sisè. Loix va deixar tan impressionats els directius de la marca francesa que va fer que continués amb la mateixa marca el 2004. Però només va poder completar 5 ral·lis, finalitzant la seva relació al concloure la temporada.
A partir del 2006 comença a disputar el Intercontinental Rally Challenge, on acaba subcampió l'any 2008, per darrere del vencedor Nicolas Vouilloz. La temporada 2009 acabaria tercer, mentre que les temporades 2010 i 2011 fa quart.
En paral·lel a la seva participació al Intercontinental Rally Change també disputa alguns ral·lis del Campionat d'Europa de Ral·lis i l'any 2012 disputa el Campionat de França de Ral·lis on acaba sisè. L'any 2013 i 2014 guanya el Campionat de Bèlgica de Ral·lis.
També ha disputat el Ral·li Dakar els anys 2006 i 2007.
Ha guanyat en deu ocasions el Ral·li d'Ypres, essent amb diferència el pilot amb més victòries en aquest ral·li belga.